# Fidżi na World Games 2017
Fidzi na World Games 2017 reprezentowane było przez jednego zawodnika, który nie zdobył medalu. Fidżi nie zostało uplasowane w końcowej klasyfikacji medalowej. 

## Uczestnicy
| Zawodnik       | Dyscyplina | Konkurencja     | Rezultat   |
| -------------- | ---------- | --------------- | ---------- |
| Joji Veremaula | Karate     | Kumite do 75 kg | 8. miejsce |